# JaVale McGee
JaVale Lindy McGee, nascut el 19 de gener de 1988) és un jugador professional de bàsquet estatunidenc dels Vaqueros de Bayamón de la Baloncesto Superior Nacional (BSN). Va jugar a bàsquet universitari amb els Nevada Wolf Pack i va ser seleccionat en el lloc 18 pels Washington Wizards al Draft de l'NBA del 2008. McGee és tres vegades campió de la NBA, havent guanyat títols consecutius amb els Golden State Warriors el 2017 i el 2018 abans de guanyar un tercer títol amb els Los Angeles Lakers el 2020. Fill de la medallista d'or olímpica Pamela McGee, va guanyar una medalla d'or amb l'equip olímpic dels EUA del 2020.

## Trajectòria a l'institut i la universitat
McGee va néixer a Flint, Michigan, i va assistir a dos instituts a Michigan, Detroit Country Day School i Providence Christian, abans de transferir-se a Hales Franciscan High School a Chicago, Illinois. Segons l'entrenador de Hales Franciscan, Gary London, la posició natural de McGee a la universitat era idealment d'aler pivot, i podia jugar en ambdues posicions d'aler.
McGee va ser el pivot titular dels University of Nevada. Després de fer una mitjana de 14,3 punts i 7,3 rebots i tirar amb un 53% des del camp i un 33% des de la línia de tres punts com a sophomore, McGee va decidir contractar un agent i presentar-se al draft de la NBA del 2008.

## Trajectòria professional

### Washington Wizards (2008–2012)
McGee va ser seleccionat en el lloc 18 pels Wizards al Draft de l'NBA del 2008. El 9 de juliol de 2008, va signar un contracte de dos anys i 2,4 milions de dòlars amb els Wizards.

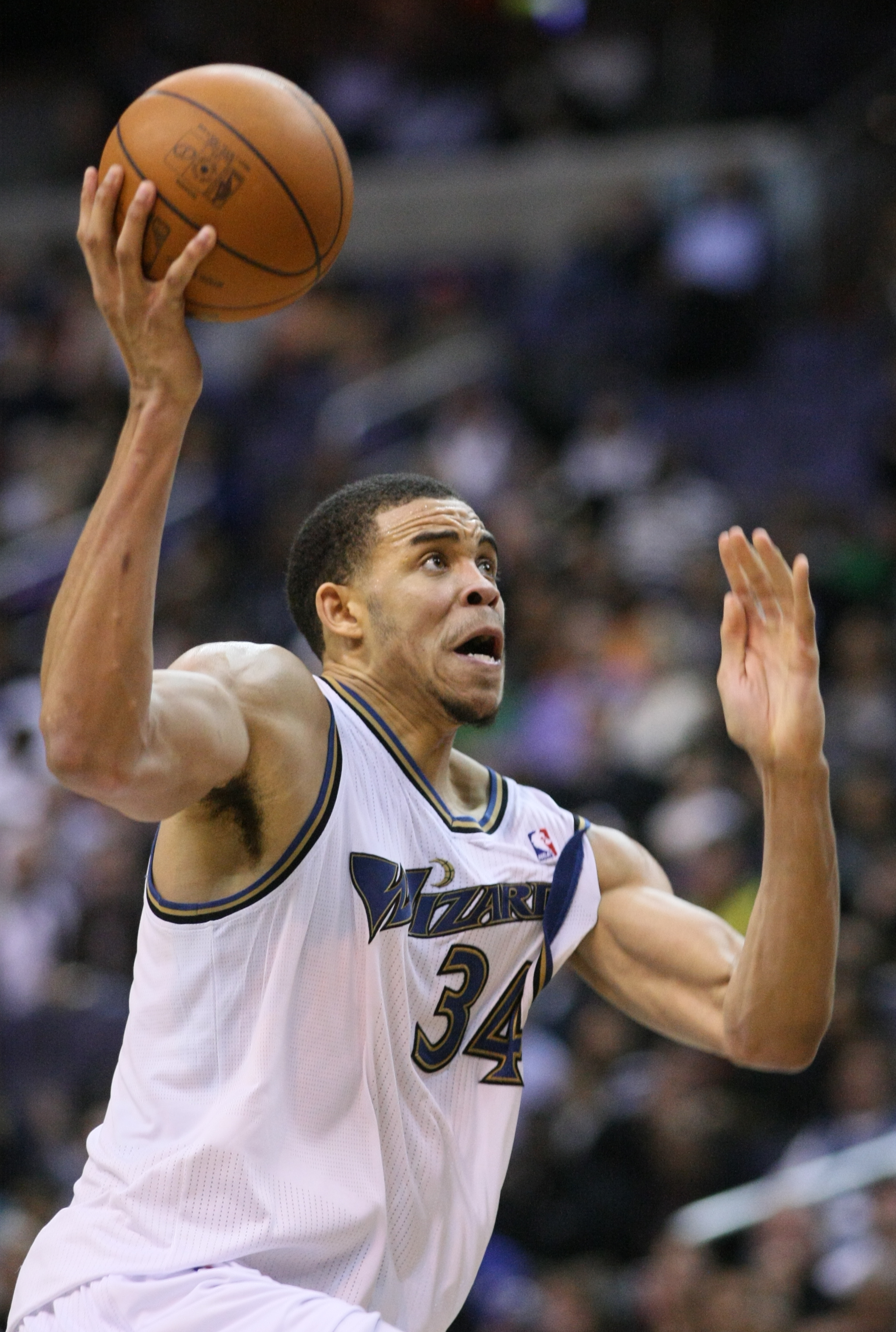
McGee el 2010

El 9 de gener de 2010, els Wizards van multar McGee amb 10.000 dòlars per participar en les entremaliadures de Gilbert Arenas abans d'un partit contra els Philadelphia 76ers quatre dies abans. Arenas estava sent investigat per un incident previ que involucrava armes a la sala d'estar dels Wizards, però va menystenir les acusacions apuntant amb el dit als seus companys, com si els estigués disparant. Els seus companys van ser fotografiats somrient i rient amb ell.
El 6 de gener de 2011, McGee va ser escollit per participar al NBA Slam Dunk Contest del 2011. Va ser el primer Wizard a participar mai al concurs. McGee va quedar en segon lloc, perdent contra Blake Griffin. McGee va ser el primer jugador a utilitzar tres pilotes alhora en un concurs de mates, el que més tard va ser citat pels Guinness World Records com les més pilotes de bàsquet encestades en un sol salt. La tercera pilota li va ser passada pel seu company d'equip John Wall.
El 15 de març de 2011, en una derrota de 98–79 contra els Chicago Bulls, McGee va aconseguir el seu primer triple-doble de la seva carrera, amb 11 punts, 12 rebots i 12 taps. Els 12 taps de McGee van ser els més des que Keon Clark en va tenir 12 el 23 de març de 2001. No obstant això, McGee va rebre algunes crítiques per fer tirs poc aconsellats al quart quart per assegurar-se d'arribar als 10 punts mentre el seu equip estava sent derrotat, i fins i tot va rebre una falta tècnica per celebració excessiva en pujar-se a la cistella després d'una cistella per als seus punts finals. El comentarista de televisió Kevin McHale ho va qualificar de "triple-doble dolent". En resposta a les crítiques, McGee va dir: "Vaig aconseguir un triple-doble. Qui pot dir que ha aconseguit un triple-doble? No estic realment preocupat per això".
Durant el 2011 NBA lockout, els líders de la NBPA es van reunir amb uns 30 jugadors el 14 d'octubre i van destacar la unitat. McGee va deixar la reunió aviat i va dir als periodistes que hi havia alguns jugadors "dient que estan llestos per plegar", però la majoria estava unida. Més tard, McGee va negar haver mencionat que els jugadors estaven llestos per plegar, però el seu comentari va ser gravat pels periodistes. Derek Fisher va dir que McGee "no tenia capacitat per fer aquesta declaració" basant-se en el temps limitat que va passar a la reunió.
McGee va fer una mitjana de més de 10 punts i vuit rebots el 2010–11 i el 2011–12 amb els Wizards.

### Denver Nuggets (2012–2015)
El 15 de març de 2012, McGee va ser traspassat als Nuggets juntament amb Ronny Turiaf en un acord que va enviar Nenê als Wizards. Com a membre dels Wizards, McGee va començar 40 de 41 partits en què va aparèixer; amb els Nuggets, començaria en cinc de 20 partits en què va aparèixer. Els minuts de McGee també es reduirien, fent una mitjana de 27,4 amb Washington però 20,6 amb Denver. El 21 de març, al seu debut amb els Nuggets, McGee va fer la cistella guanyadora després d'un tir lliure fallat d'Arron Afflalo amb cinc segons restants al rellotge. Al final de la temporada regular, els Nuggets van obtenir la sisena posició de l'Oest, i McGee va aparèixer als 2012 NBA playoffs, que va ser la seva primera aparició als playoffs de la seva carrera. El màxim de McGee a la sèrie van ser 21 punts al cinquè partit contra l'oponent de primera ronda Los Angeles Lakers. Les seves xifres van pujar i baixar durant tota la sèrie, incloent el setè partit, quan McGee només va aconseguir sis punts amb un 1 de 7 en tirs en 32 minuts de temps de joc. El 18 de juliol de 2012, McGee va tornar a signar amb els Nuggets un contracte de quatre anys i 44 milions de dòlars.
La temporada 2013–14 de McGee va acabar el 20 de febrer de 2014, quan es va sotmetre a una cirurgia per reparar una fractura per estrès a la tíbia esquerra que va patir l'8 de novembre de 2013.
El 29 d'octubre de 2014, McGee va tornar als Nuggets, amb dos punts i dos rebots a la victòria inaugural de la temporada per 89–79 sobre els Detroit Pistons.

### Philadelphia 76ers (2015)
El 19 de febrer de 2015, McGee va ser traspassat, juntament amb els drets de Chukwudiebere Maduabum i una elecció de primera ronda del 2015, als Philadelphia 76ers a canvi dels drets de Cenk Akyol. L'1 de març, McGee va ser descartat pels 76ers després d'haver aparegut en sis partits.

### Dallas Mavericks (2015–2016)
El 13 d'agost de 2015, McGee va signar amb els Dallas Mavericks. Va perdre els primers 13 partits de l'equip de la temporada 2015–16 a causa d'una fractura per estrès a la tíbia esquerra. El 22 de novembre, McGee va debutar amb els Mavericks, jugant poc menys de 11 minuts des de la banqueta, amb vuit punts i sis rebots en una derrota de 117–114 contra l'Oklahoma City Thunder. El 5 de gener de 2016, va registrar els màxims de la temporada amb 13 punts i 11 rebots en una ajustada victòria per 117–116 en doble pròrroga sobre els Sacramento Kings.
L'8 de juliol de 2016, McGee va ser descartat pels Mavericks.

### Golden State Warriors (2016–2018)
El 16 de setembre de 2016, McGee va signar amb els Golden State Warriors. El 15 de desembre, va aconseguir 17 punts, el màxim de la temporada, en una victòria de 103–90 sobre els New York Knicks. El 31 de març de 2017, McGee va tenir 13 punts i 5 taps, el millor de la temporada, en una victòria de 107–98 sobre els Houston Rockets. Els Warriors van guanyar les 2017 NBA Finals després de derrotar els Cleveland Cavaliers en cinc partits. McGee va jugar en 77 de 82 partits de temporada regular, amb un percentatge de tirs de camp del .652, i 16 de 17 partits de playoffs, amb un percentatge del .732, els millors de la seva carrera. Els Warriors van acabar els playoffs amb un rècord de 16–1, el millor percentatge de victòries de la post-temporada a la història de la NBA.
L'1 d'agost de 2017, McGee va tornar a signar amb els Warriors un contracte d'un any. El seu temps de joc va augmentar quan va ser inclòs a la línia titular després del descans de l'All-Star. Al juny de 2018, McGee va guanyar el seu segon campionat consecutiu després que els Warriors derrotessin els Cavaliers en una victòria per 4-0 a les Finals de la NBA. McGee va començar els tres últims partits de la sèrie i va fer una mitjana de 8,0 punts en els quatre partits.

### Los Angeles Lakers (2018–2020)
El 10 de juliol de 2018, McGee va signar amb els Los Angeles Lakers. Va perdre set partits al desembre a causa d'una infecció respiratòria. El 22 de març de 2019, McGee va tenir els màxims de la seva carrera amb 33 punts i 20 rebots juntament amb sis taps durant una derrota de 111–106 contra els Brooklyn Nets.
Durant la temporada 2019–20, McGee va jugar en 68 partits i va fer una mitjana de 6,6 punts i 5,7 rebots en 16,6 minuts per partit. Va guanyar el seu tercer campionat de la NBA com a membre dels Lakers el 2020.

### Cleveland Cavaliers (2020–2021)
El 23 de novembre de 2020, McGee va ser traspassat dels Los Angeles Lakers als Cleveland Cavaliers a canvi de Alfonzo McKinnie i Jordan Bell. El 23 de desembre, McGee va debutar amb l'equip en una victòria de 121–114 sobre els Charlotte Hornets i va registrar 13 punts i set rebots des de la banqueta.

### Retorn a Denver (2021)
El 25 de març de 2021, McGee va ser traspassat als Denver Nuggets a canvi del pivot Isaiah Hartenstein i dues futures eleccions de segona ronda.

### Phoenix Suns (2021–2022)
El 16 d'agost de 2021, McGee va signar amb els Phoenix Suns.

### Retorn a Dallas (2022–2023)
El 9 de juliol de 2022, McGee va signar amb els Dallas Mavericks. Va ser descartat el 29 d'agost de 2023.

### Sacramento Kings (2023–2024)
El 2 de setembre de 2023, McGee va signar amb els Sacramento Kings. Després de debutar amb els Kings, va igualar la seva mare Pamela en jugar per a franquícies de bàsquet professional a Dallas, Los Angeles i Sacramento.

### Vaqueros de Bayamón (2025-present)
El 31 de gener de 2025, McGee va signar amb els Vaqueros de Bayamón de la Baloncesto Superior Nacional.

## Estadístiques de la seva carrera a la NBA

### NBA

#### Temporada regular
| Any     | Equip        | PJ  | PT  | Min  | %TC  | %T3   | %TL   | RPP | APP | ROB | TPP | PPP  |
| ------- | ------------ | --- | --- | ---- | ---- | ----- | ----- | --- | --- | --- | --- | ---- |
| 2008-09 | Washington   | 75  | 14  | 15.2 | .494 | —     | .660  | 3.9 | .3  | .4  | 1.0 | 6.5  |
| 2009-10 | Washington   | 60  | 19  | 16.1 | .508 | .000  | .638  | 4.0 | .2  | .3  | 1.7 | 6.4  |
| 2010-11 | Washington   | 79  | 75  | 27.8 | .550 | .000  | .583  | 8.0 | .5  | .5  | 2.4 | 10.1 |
| 2011-12 | Washington   | 41  | 40  | 27.4 | .535 | —     | .500  | 8.8 | .6  | .6  | 2.5 | 11.9 |
| 2011-12 | Denver       | 20  | 5   | 20.5 | .612 | —     | .373  | 5.8 | .3  | .5  | 1.6 | 10.3 |
| 2012-13 | Denver       | 79  | 0   | 18.1 | .575 | 1.000 | .591  | 4.8 | .3  | .4  | 2.0 | 9.1  |
| 2013-14 | Denver       | 5   | 5   | 15.9 | .447 | —     | 1.000 | 3.4 | .4  | .2  | 1.4 | 7.0  |
| 2014-15 | Denver       | 17  | 0   | 11.4 | .557 | —     | .690  | 2.8 | .1  | .1  | 1.1 | 5.2  |
| 2014-15 | Philadelphia | 6   | 0   | 10.2 | .444 | —     | .500  | 2.2 | .3  | .0  | .2  | 3.0  |
| 2015-16 | Dallas       | 34  | 2   | 10.9 | .575 | .000  | .500  | 3.9 | .1  | .1  | .8  | 5.1  |
| 2016-17 | Golden State | 77  | 10  | 9.6  | .652 | .000  | .505  | 3.2 | .2  | .2  | .9  | 6.1  |
| 2017-18 | Golden State | 65  | 17  | 9.5  | .621 | .000  | .731  | 2.6 | .5  | .3  | .9  | 4.8  |
| 2018-19 | L.A. Lakers  | 75  | 62  | 22.3 | .624 | .083  | .634  | 7.5 | .7  | .6  | 2.0 | 12.0 |
| 2019-20 | L.A. Lakers  | 68  | 68  | 16.6 | .637 | .500  | .646  | 5.7 | .5  | .5  | 1.4 | 6.6  |
| 2020-21 | Cleveland    | 33  | 1   | 15.2 | .521 | .250  | .655  | 5.2 | 1.0 | .5  | 1.2 | 8.0  |
| 2020-21 | Denver       | 13  | 1   | 13.5 | .478 | .000  | .667  | 5.3 | .5  | .2  | 1.1 | 5.5  |
| 2021-22 | Phoenix      | 74  | 17  | 15.8 | .629 | .222  | .699  | 6.7 | .6  | .3  | 1.1 | 9.2  |
| 2022-23 | Dallas       | 42  | 7   | 8.4  | .640 | .400  | .585  | 2.5 | .3  | .1  | .6  | 4.4  |
| 2023-24 | Sacramento   | 46  | 0   | 7.4  | .598 | .143  | .578  | 2.7 | .4  | .3  | .4  | 4.0  |
| Carrera | Carrera      | 909 | 343 | 16.1 | .578 | .192  | .604  | 5.0 | .4  | .4  | 1.4 | 7.6  |

#### Playoffs
| Any     | Equip        | PJ | PT | Min  | %TC  | %T3  | %TL  | RPP | APP | ROB | TPP | PPP |
| ------- | ------------ | -- | -- | ---- | ---- | ---- | ---- | --- | --- | --- | --- | --- |
| 2012    | Denver       | 7  | 0  | 25.9 | .434 | —    | .538 | 9.6 | .7  | .7  | 3.1 | 8.6 |
| 2013    | Denver       | 6  | 2  | 18.7 | .581 | —    | .389 | 5.2 | .0  | .7  | 1.0 | 7.2 |
| 2016    | Dallas       | 2  | 0  | 7.0  | .500 | —    | .333 | 1.5 | .0  | .5  | .0  | 2.0 |
| 2017    | Golden State | 16 | 1  | 9.3  | .732 | —    | .722 | 3.0 | .3  | .1  | .9  | 5.9 |
| 2018    | Golden State | 13 | 9  | 12.2 | .672 | .000 | .684 | 3.2 | .3  | .2  | 1.3 | 6.5 |
| 2020    | L.A. Lakers  | 14 | 11 | 9.6  | .625 | .000 | .500 | 3.1 | .5  | .1  | .7  | 2.9 |
| 2021    | Denver       | 4  | 0  | 8.5  | .300 | .000 | .333 | 3.0 | .8  | .3  | 1.3 | 2.0 |
| 2022    | Phoenix      | 12 | 0  | 11.1 | .700 | .000 | .846 | 4.0 | .6  | .3  | .4  | 6.8 |
| Carrera | Carrera      | 74 | 23 | 12.4 | .616 | .000 | .571 | 4.0 | .4  | .3  | 1.0 | 5.6 |

### Universitat
| Any     | Equip   | PJ | PT | Min  | %TC  | %T3  | %TL  | RPP | APP | ROB | TPP | PPP  |
| ------- | ------- | -- | -- | ---- | ---- | ---- | ---- | --- | --- | --- | --- | ---- |
| 2006–07 | Nevada  | 33 | 0  | 10.0 | .600 | .667 | .471 | 2.2 | .1  | .2  | .9  | 3.3  |
| 2007–08 | Nevada  | 33 | 31 | 27.3 | .529 | .333 | .525 | 7.3 | .6  | .8  | 2.8 | 14.1 |
| Carrera | Carrera | 66 | 31 | 18.7 | .542 | .356 | .514 | 4.8 | .3  | .5  | 1.8 | 8.7  |

## Trajectòria amb la selecció nacional

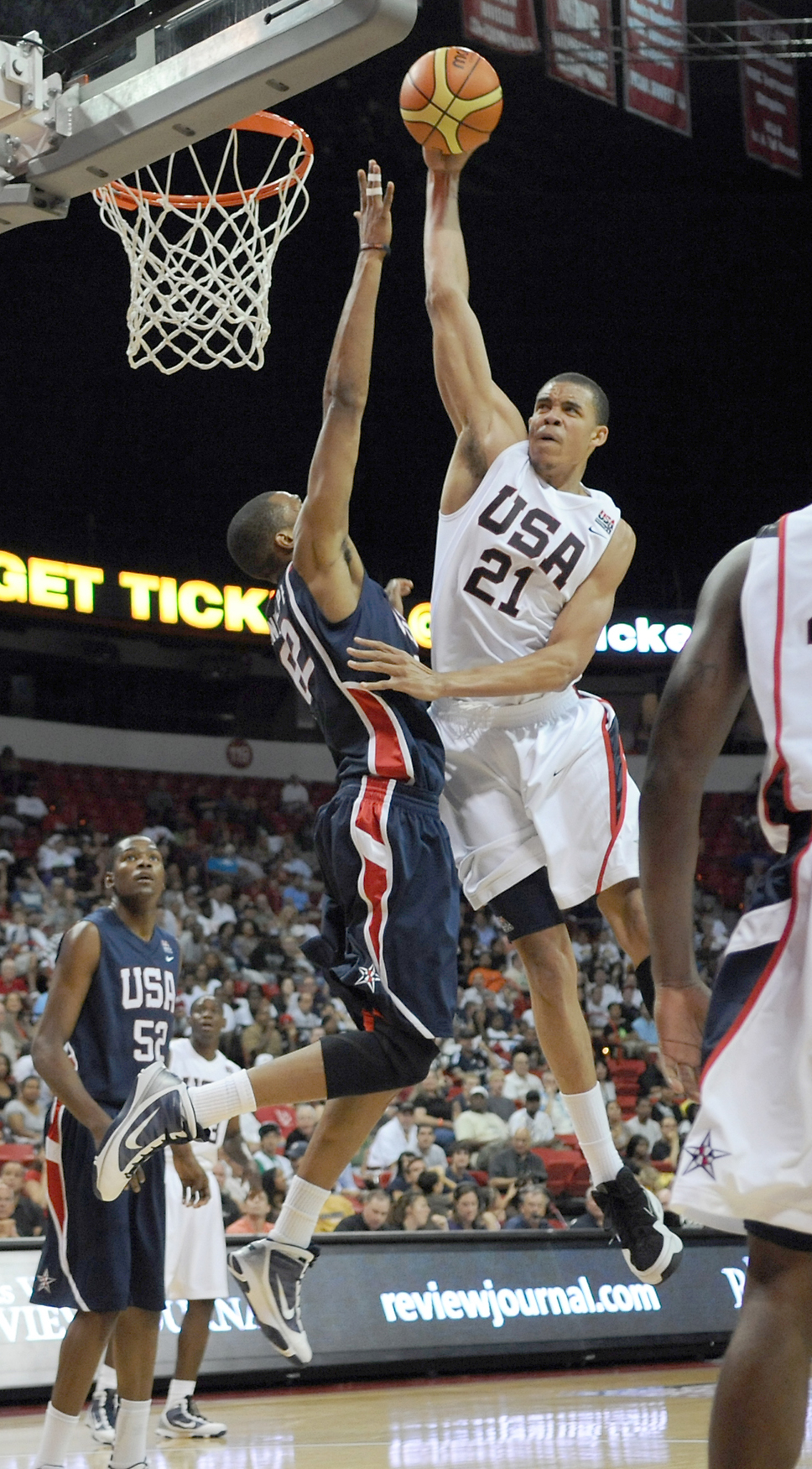
McGee durant un partit d'exhibició el 2009

McGee va rebre una invitació al mini-camp de l'equip nacional dels EUA a l'estiu de 2009 i de nou a l'estiu de 2010. Va jugar amb l'equip dels EUA en un partit d'entrenament a Radio City Music Hall durant el Festival Mundial de Bàsquet de 2010, però després d'una actuació irregular, McGee no va jugar al partit d'entrenament de l'equip contra la Xina a Madison Square Garden i va ser descartat el 15 d'agost de 2010.
McGee va visitar les Filipines dues vegades durant el 2011 NBA lockout, primer en partits d'exhibició amb estrelles de la NBA contra jugadors de la Philippine Basketball Association i l'Smart Gilas equip nacional, i després en un clínic de bàsquet. Més tard aquell any, McGee va expressar el seu interès a jugar per a l'equip nacional filipí, i el 2012, es va presentar un projecte de llei per a la seva ciutadania filipina per fer-lo elegible per jugar per a Smart Gilas. El 2014, McGee va ser demanat de nou pel Gilas Pilipinas per participar com a jugador naturalitzat per a la Campionat del Món de bàsquet masculí de 2014 a Espanya. No obstant això, els equips nacionals estaven limitats a un jugador naturalitzat per equip, i l'antic company d'equip dels Wizards Andray Blatche va formar part de l'equip de la Copa del Món després de rebre la ciutadania.
McGee i l'aler Keldon Johnson dels San Antonio Spurs van ser anunciats com a reemplaçaments de Bradley Beal i Kevin Love a l'equip olímpic dels EUA del 2020. El 7 d'agost de 2021, McGee va guanyar una medalla d'or olímpica després que els Estats Units derrotessin França a la final. Amb la medalla, ell i la seva mare, Pamela McGee, es van convertir en la primera mare i el fill a guanyar medalles d'or en la història olímpica.

## Filantropia
El 2013, McGee va iniciar la Juglife Foundation, una organització que sensibilitza sobre la importància de beure aigua i la hidratació. Ha organitzat partits de softbol de celebritats amb els seus companys de la NBA. Juglife s'ha associat amb Hope 4 Kids International per construir pous a Uganda.

## Vida personal
El pare de McGee, 6-peu-10-polzada (2.08 m) George Montgomery, va ser una elecció de la segona ronda del draft de 1985 pels Portland Trail Blazers, tot i que no va jugar per a l'equip. La seva mare, 6-peu-3-polzada (1.91 m) Pamela McGee, va ser una destacada jugadora de la University of Southern California que va jugar amb la seva germana bessona, Paula,